# موقع كوخ العم توم التاريخي
موقع كوخ العم توم التاريخي (بالفرنسية: Site historique de la Case de l'oncle Tom)‏ هو متحف في الهواء الطلق في دريسدن، أونتاريو، كندا، يوثق حياة يوشيا هينسون، وتاريخ العبودية وقطار الأنفاق. يقع الموقع التاريخي على أراضي مستوطنة داون السابقة التي أنشأها هينسون. الذي كان عبدًا سابقٍا، من خلال سيرته الذاتية، حياة يوشيا هينسون، عبد سابقًا، والآن أحد سكان كندا، كما رواه بنفسه، كان مصدر إلهام لشخصية العنوان في رواية هارييت بيتشر ستو كوخ العم توم.
يحتوي الموقع التاريخي على مركز تفسيري والعديد من المباني التاريخية من مستوطنة داون ومقبرتين. أحدها يحمل قبر هينسون. بدأت الجولات غير الرسمية لمنزل عائلة هينسون في عام 1948، على الرغم من أن الممتلكات الأكبر لم تُحوّل إلى متحف حتى عام 1964، بعد نقل العديد من الهياكل التاريخية الأخرى ذات الصلة إلى الموقع التاريخي. كان المتحف مملوكًا للقطاع الخاص حتى عام 1988، عندما بِيعَ إلى مقاطعة كينت. جرى نقل ملكية العقار لاحقًا إلى لجنة St. Clair Parkway في عام 1995، قبل أن تُنقل إلى Ontario Heritage Trust في 2005.

## التاريخ

### مستوطنة داون
نشأ الموقع التاريخي من مستوطنة شكلها يوشيا هينسون، وهو واعظ ميثودي وعبد سابق هرب إلى كندا في 28 أكتوبر 1830. على الرغم من وصول هينسون إلى كندا في عام 1830، إلا أنه عاد إلى الولايات المتحدة في عدد من المناسبات لتشجيع وتسهيل هروب العبيد الآخرين إلى كندا كقائد للسكك الحديدية تحت الأرض. يُعتقد أن هينسون قاد شخصياً 118 مستعبدًا إلى كندا. قاد هينسون أيضًا وحدة الميليشيا الكندية السوداء كقائد لها لدعم الحكومة خلال تمردات عام 1837-1838.
جرى تشكيل مستوطنة داون بعد عدة سنوات من التمرد في عام 1841، مع 200 أكر (81 ها) شراؤها كملاذ ومكان عمل للعبيد السابقين من الولايات المتحدة. اشترى هينسون أيضًا 200 أكر (81 ها) إضافيًا 200 أكر (81 ها) من الأراضي المجاورة، وبعد ذلك باع 100 أكر (40 ها) من تلك الممتلكات إلى مستوطنة داون. نمت في المستوطنة عددًا من المحاصيل، وزرعت خشب الجوز الأسود الشرقي لتصديره إلى المملكة المتحدة والولايات المتحدة. في عام 1842، ساعد هينسون في المشاركة في تأسيس المعهد البريطاني الأمريكي في داون، حيث وفر للمستوطنين تعليمًا مهنيًا. كما نُصبت منشرة داخل المستوطنة، فازت منتجاتها بميدالية هينسون في المعرض الكبير في لندن. نتيجة للمشاكل الإدارية، تولت إدارة المستوطنة المنظمة الدولية المناهضة للعبودية في عام 1849.

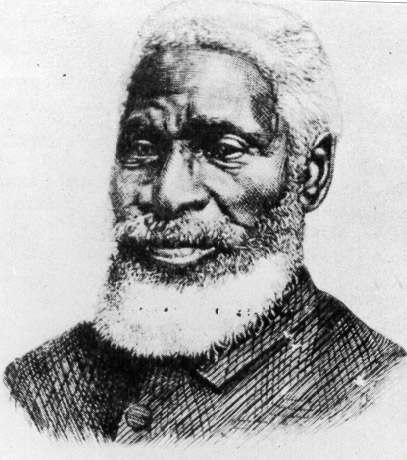
أسس يوشيا هينسون مستوطنة داون عام 1841

في عام 1849، نشر هينسون سيرته الذاتية عن حياته، حياة جوسايا هينسون، عبد سابقا، والآن من سكان كندا، كما رواها بنفسه، مما جذب الانتباه من دعاة إلغاء الرق.